# Astral Fortress
Astral Fortress devetnaesti je studijski album norveškoga black metal-sastava Darkthrone. Diskografska kuća Peaceville Records objavila ga je 28. listopada 2022.

## Popis pjesama
Tekstovi: Fenriz. 
| 1.    | »Caravan of Broken Ghosts«                                   | Nocturno Culto | 7:54  |
| 2.    | »Impeccable Caverns of Satan«                                | Fenriz         | 5:34  |
| 3.    | »Stalagmite Necklace«                                        | Nocturno Culto | 5:22  |
| 4.    | »The Sea Beneath the Seas of the Sea«                        | Fenriz         | 10:11 |
| 5.    | »Kevorkian Times«                                            | Nocturno Culto | 4:27  |
| 6.    | »Kolbotn, West of the Vast Forests« (instrumentalna skladba) | Fenriz         | 1:54  |
| 7.    | »Eon 2«                                                      | Fenriz         | 4:41  |
| 40:03 |                                                              |                |       |

## Recenzije
| Recenzije       | Recenzije |
| Izvor           | Ocjena    |
| --------------- | --------- |
| Metal Injection | 8/10      |
| Pitchfork       | 6,9/10    |
| Wall of Sound   | 9/10      |

Astral Fortress dobio je uglavnom pozitivne kritike. Brad Sanders dao mu je 6,9 bodova od njih 10 u recenziji za Pitchfork i zaključio je: „Čini se kako je Astral Fortress uglavnom snimljen po ukusu Fenriza i Nocturna Culta. To je album koji više od povremenih sjajnih trenutaka određuje to što oklijeva podijeliti takve trenutke. Zbog toga katkad zvuči preblago, no u metal-sceni prepunoj nostalgije, u kojoj se legendarni sastavi stalno vraćaju stilu koji im je priskrbio popularnost, Darkthroneov osamljenički pristup pravo je osvježenje.” Recenzent sajta Metal Injection dao mu je osam bodova od njih deset i izjavio je: „Astral Fortress kliže se po zemljama heavy metala i propasti poput osamljena lika koji zastupa dio Darkthroneove prošlosti, ali stalno ga nose sjeverni vjetrovi. Fenriz je u brojnim intervjuima izjavio da su [Darkthroneovi] klasični black metal-albumi počasna i nostalgična djela kojima su odavali priznanje duhu black metala iz osamdesetih. Međutim, Darkthroneova diskografija jasno se može podijeliti na radove koji se nedvojbeno podaju nostalgiji i na radove koji takvu predanost pretvaraju u nešto za što kažemo da 'zvuči kao Darkthrone'. Rekao bih da ovaj album više spada u tu drugu  kategoriju i da najavljuje uspješne buduće radove jedne od najkvalitetnijih i najkreativnijih metal-skupina.”
U recenziji za Wall of Sound Andrew Kapper dao mu je devet bodova od njih deset i napisao je: „Neće dobiti najvišu ocjenu jer, budimo iskreni, sve nakon 'The Sea...' djeluje beznačajno u usporedbi [s tom pjesmom], ali je produkcija svakako kvalitetnija nego na Eternal Hailsu..., što album čini još boljim. Odmah vas privuče, a svako slušanje otkriva nešto novo. Astral Fortress, album koji sadrži ponešto za svakog obožavatelja sastava, veličanstveno je putovanje kroz Darkthroneovu povijest.”

## Zasluge
| Darkthrone - Nocturno Culto – gitara, bas-gitara, vokali; melotron (na pjesmi „Stalagmite Necklace”); produkcija - Gylve "Infidel Castro" Fenriz – bubnjevi; sintesajzer (na 3. i 4. pjesmi); produkcija | Ostalo osoblje - Ole Øvstedal – produkcija, snimanje, miksanje - Silje Høgevold – produkcija, snimanje, miksanje - Kjetil Myhre – naslovnica - Peer Olav Kittilsen – fotografija (Nocturna Culta) - Matthew Vickerstaff – omot albuma |

## Ljestvice
| Ljestvica (2022.) | Najviša pozicija |
| ----------------- | ---------------- |
| Austrija          | 38.              |
| Finska            | 21.              |
| Njemačka          | 23.              |
| Švedska           | 56.              |
| Švicarska         | 51.              |